# چشم‌های تامی فی (فیلم)
چشم‌های تامی فی (انگلیسی: The Eyes of Tammy Faye) فیلمی آمریکایی در ژانر درام زندگی‌نامه‌ای به کارگردانی مایکل شوالتر است که در ۲۰۲۱ منتشر شد. این فیلم فیلم براساس مستندی به همین نام از فنتون بیلی و رندی بارباتو ساخته شده‌است. جسیکا چستین و اندرو گارفیلد از بازیگران اصلی این فیلم هستند.
اولین نمایش جهانی چشم‌های تامی فی در جشنواره بین‌المللی فیلم تورنتو در سپتامبر ۲۰۲۱ بود و در ۱۷ سپتامبر ۲۰۲۱ اکران شد. این فیلم در طول اکران خود ۲٫۷ میلیون دلار فروخت و در مجموع نقدهای مثبتی دریافت کرد. منتقدان ضمن ستایش از نقش‌آفرینی‌ها، از فیلم‌نامه انتقاد کردند و این فیلم را نسبت به مستند پایین‌تر دانستند. این فیلم همچنین برنده جایزه اسکار بهترین آرایش و آرایش مو و برنده جایزه بفتا برای همان بخش شد. چستین برای این نقش نامزد دریافت جایزهٔ گلدن گلوب شد و در نهایت جوایز انتخاب منتقدان، انجمن بازیگران فیلم و اسکار در رشتهٔ بهترین بازیگر نقش اول زن را کسب کرد. دیوید فیر از رولینگ استون چستین را تنها دلیل دیدن این فیلم زندگی‌نامه‌ای دانست و او را به خاطر مستقل شدن از فیلم‌نامه برای انسان‌نمایی کردن فی ستایش کرد. کوین مهر از تایمز آن را «نقش‌آفرینی خیره‌کننده، رهاشده و سزاوار جوایز» برشمرد و چستین را با نقش‌آفرینی واکین فینیکس در جوکر (۲۰۱۹) مقایسه کرد.

## بازیگران
- جسیکا چستین در نقش تامی فی مسنر
- چندلر هد در نقش جوانی تامی فی
- اندرو گارفیلد در نقش جیم باکر
- چری جونز در نقش راشل لاولی
- سام یاگر در نقش رو مسنر
- وینسنت دن آفریو در نقش جری فالول سینیور
- Gabriel Olds در نقش پت رابرتسون
- Mark Wystrach در نقش گری پکستون
- فردریک لنه در نقش فرد گروور
- جی هوگولی در نقش جیمی